# Stephen Coonts
Stephen Coonts (n. 19 iulie 1946, Morgantown⁠(d), Virginia de Vest, SUA) este un scriitor de thriller american.
Este autorul romanului Flight of the Intruder (1986), după care s-a realizat un film cu același nume.